# Берёзовский Рядок
Берёзовский Рядок — село в Бологовском районе Тверской области России, административный центр Березорядского сельского поселения.
Население 557 человек (на 2005 год).
Село стоит при слиянии рек  Березайка и  Мста, на левом берегу реки  Мста и на правом берегу реки  Березайка.
Часто употребляются производные от названия села: Берёзовский, Б. Рядок.

## География
Берёзовский Рядок находится на северной окраине Валдайской возвышенности на высоком берегу при слиянии рек  Березайка и  Мста, в 240 км к северо-северо-западу от г. Тверь и в 46 км к северо-востоку от г. Бологое. С северо-западной стороны от Берёзовского рядка начинается лес. Лес отличается преобладанием боров. Большие площади леса заняты мшистыми болотами. К юго-западу от Берёзовского рядка лежит полоска полей, после которой снова начинается лес. С северо-востока село ограничивается рекой  Березайкой. Река  Мста огибает село с юга.

## Транспортное сообщение
Берёзовский Рядок круглогодично связан асфальтированной дорогой с районным центром Бологое. Также круглогодично можно проехать до дер. Крутец, дер. Ильмовицы, дер. Лошаково и дер. Филимоново по дорогам с гравийно-песчаным покрытием.
Через Берёзовский рядок проходит маршрут автобуса № 105 (Бологое — Сеглино).
Реки  Березайка и  Мста в районе Берёзовского Рядка не судоходны.

## Экономика и социальная сфера
Берёзовский Рядок является центральной усадьбой СПК «Мста». В селе располагается машинно-тракторная станция, коровник, склад ГСМ, хранилища корма для скота. В селе имеется водопровод с артезианской водой. Работают администрация берёзорядского сельского поселения, отделение почты, школа (1-9 классы). Предприятия торговли представлены одним магазином бологовского райпо, коммерческим магазином и коммерческой палаткой. Имеется фельдшерский пункт, работает участковый уполномоченный милиции. В Берёзовском Рядке располагаются две церкви: церковь Рождества Иоанна Предтечи (1-я пол. XVIII в., деревянная, сгорела зимой 2008-2009г.) и церковь Успения Пресвятой Богородицы (1849—1870 гг., кирпичная).